# LMG 60-DEH
LMG 60-DEH bezeichnet einen Schiffstyp von Doppelendfähren. Von dem Schiffstyp wurden zwei Einheiten für Transport for London gebaut. Sie verkehren über die Themse in London.

## Geschichte
Die Fähren wurden auf der Werft Gdańska Stocznia „Remontowa“ in Danzig für Transport for London gebaut. Beide Fähren wurden gleichzeitig in einem Dock gebaut. Der Bau begann mit dem ersten Stahlschnitt am 20. April 2017, das Aufschwimmen erfolgte am 15. Mai 2018. Die Fähren wurden im Oktober 2018 abgeliefert. Sie werden auf der im Osten von London liegenden Route der Woolwich-Fähre zwischen Woolwich und North Woolwich eingesetzt. Sie ersetzten die auf der Fährverbindung seit 1963 verkehrenden Fähren Ernest Bevin, John Burns und James Newman, die Anfang Oktober 2018 außer Dienst gestellt und anschließend in Le Havre verschrottet wurden. In der Zeit von der Außerdienststellung der alten Fähren bis zur Aufnahme des Fährverkehrs mit den neuen Fähren Anfang 2019 wurden die Anleger auf beiden Seiten der Themse umgebaut. Der Schiffstyp wurde von LMG Marin in Bergen und Remontowa Marine Design & Consulting in Danzig entworfen. Die Baukosten beliefen sich auf rund £ 20 Mio. Betrieben wurden die Fähren bis Ende 2020 von Briggs Marine Contractor im Auftrag von Transport for London. Briggs Marine Contractor hatte den Betrieb der Fährverbindung im April 2013 übernommen. Ende 2020 übernahm Transport for London den Betrieb der Fähren.

## Beschreibung
Die Schiffe sind mit einem Hybridantrieb aus dieselelektrischem Antrieb und Akkumulatoren ausgerüstet. Für die Stromerzeugung stehen zwei von Cummins-Dieselmotoren (Typ: QSK19-DM) mit je 450 kW Leistung angetriebene Generatoren zur Verfügung. Die Generatoren speisen Lithium-Ionen-Akkumulatoren mit 181 kWh, von denen vier permanenterregte Gleichstrommaschinen versorgt werden. Diese treiben jeweils eine Propellergondel mit 300 kW Leistung an, von denen je zwei an den beiden Enden der Fähren angebracht sind. Im Normalbetrieb wird der Strombedarf der Elektromotoren von einem Dieselgenerator bereitgestellt, der mit konstanter Leistung betrieben wird. Wird mehr elektrische Energie benötigt, werden diese von den Akkumulatoren bereitgestellt. Bei geringem Leistungsbedarf der Antriebsmotoren werden die Akkumulatoren vom Generator geladen. Die Dieselmotoren sind mit SCR-Katalysatoren zur Reduktion von Stickoxiden und Dieselrußpartikelfiltern ausgerüstet. 
Die Schiffe sind mit einem elektromagnetischen, automatischen Festmachersystem ausgerüstet. Das System hält die Fähren am Anleger, so dass die Elektromotoren für den Antrieb der Propellergondeln für die Zeit abgeschaltet werden können.
Die Fähren verfügen über ein offenes Fahrzeugdeck mit 210 Spurmetern auf vier Fahrspuren. Sie können 45 Pkw befördern. Die maximale Achslast auf dem Fahrzeugdeck beträgt 14 t. Auf dem Deck stehen separate Bereiche für Fahrräder zur Verfügung. Die Fähren sind für 150 Passagiere zugelassen. Die Zufahrt zu den Fähren erfolgt über zwei landseitige Rampen. Auf einer Seite der Fähren sind Aufbauten angebracht, auf denen sich das Steuerhaus befindet. In den Aufbauten befindet sich auch ein Aufenthaltsraum für Passagiere.

## Schiffe
| LMG 60-DEH     | LMG 60-DEH | LMG 60-DEH | LMG 60-DEH                    |
| Bauname        | Baunummer  | IMO-Nummer | Kiellegung Ablieferung        |
| -------------- | ---------- | ---------- | ----------------------------- |
| Ben Woollacott | 617/1      | 9822011    | 17. Mai 2017 18. Oktober 2018 |
| Dame Vera Lynn | 617/2      | 9822023    | 19. Mai 2017 23. Oktober 2018 |

Die Schiffe werden unter der Flagge des Vereinigten Königreichs betrieben, Heimathafen ist London.
Benannt sind die Schiffe nach Ben Woollacott, der 2011 bei einem Unfall an Bord der Ernest Bevin ums Leben kam, und Vera Lynn, eine in London geborene Sängerin, die während des Zweiten Weltkriegs berühmt wurde.